# 한국색채학회
한국색채학회는 색과 색채학에 대한 교류 활동을 하는 학회이다. 이 단체에서는 색채학 관련 학술지를 발간할 뿐 아니라 한국색채대상을 주관한다.